# Gabon az 1992. évi nyári olimpiai játékokon
Gabon a spanyolországi Barcelonában megrendezett 1992. évi nyári olimpiai játékok egyik részt vevő nemzete volt. Az országot az olimpián 3 sportágban 5 sportoló képviselte, akik érmet nem szereztek.

## Atlétika
Férfi
| Versenyző     | Versenyszám | Előfutam      | Előfutam      | Előfutam      | Negyeddöntő | Negyeddöntő | Negyeddöntő | Elődöntő | Elődöntő | Elődöntő | Döntő   | Döntő    |
| Versenyző     | Versenyszám | Idő           | Hely.         | Össz.         | Idő         | Hely.       | Össz.       | Idő      | Hely.    | Össz.    | Idő     | Helyezés |
| ------------- | ----------- | ------------- | ------------- | ------------- | ----------- | ----------- | ----------- | -------- | -------- | -------- | ------- | -------- |
| Charles Tayot | 100 m       | nem ért célba | nem ért célba | nem ért célba | kiesett     | kiesett     | kiesett     | kiesett  | kiesett  | kiesett  | kiesett | kiesett  |

| Versenyző               | Versenyszám | Selejtező | Selejtező | Döntő    | Döntő    |
| Versenyző               | Versenyszám | Eredmény  | Helyezés  | Eredmény | Helyezés |
| ----------------------- | ----------- | --------- | --------- | -------- | -------- |
| Hilaire Onwanlélé-Ozimo | Magasugrás  | 205 cm    | 41.       | kiesett  | kiesett  |

## Cselgáncs
Férfi
| Versenyző      | Versenyszám  | Selejtező         | 32-es főtábla                         | Nyolcaddöntő      | Negyeddöntő       | Elődöntő          | Vigaszág első kör | Vigaszág nyolcaddöntő | Vigaszág negyeddöntő | Vigaszág elődöntő | Bronz- mérkőzés   | Döntő             | Helyezés |
| Versenyző      | Versenyszám  | Ellenfél Eredmény | Ellenfél Eredmény                     | Ellenfél Eredmény | Ellenfél Eredmény | Ellenfél Eredmény | Ellenfél Eredmény | Ellenfél Eredmény     | Ellenfél Eredmény    | Ellenfél Eredmény | Ellenfél Eredmény | Ellenfél Eredmény | Helyezés |
| -------------- | ------------ | ----------------- | ------------------------------------- | ----------------- | ----------------- | ----------------- | ----------------- | --------------------- | -------------------- | ----------------- | ----------------- | ----------------- | -------- |
| Joseph Ndjumbi | Félnehézsúly | erőnyerő          | Odvogiin Baljinnyam (MGL) · 0000-1000 | kiesett           | kiesett           | kiesett           |                   |                       |                      |                   |                   |                   | 21.      |

Női
| Versenyző       | Versenyszám  | Selejtező         | Nyolcaddöntő                         | Negyeddöntő       | Elődöntő          | Vigaszág nyolcaddöntő | Vigaszág negyeddöntő | Vigaszág elődöntő | Bronz- mérkőzés   | Döntő             | Helyezés |
| Versenyző       | Versenyszám  | Ellenfél Eredmény | Ellenfél Eredmény                    | Ellenfél Eredmény | Ellenfél Eredmény | Ellenfél Eredmény     | Ellenfél Eredmény    | Ellenfél Eredmény | Ellenfél Eredmény | Ellenfél Eredmény | Helyezés |
| --------------- | ------------ | ----------------- | ------------------------------------ | ----------------- | ----------------- | --------------------- | -------------------- | ----------------- | ----------------- | ----------------- | -------- |
| Mélanie Engoang | Félnehézsúly | erőnyerő          | Katarina Håkansson (SWE) · 0000-0100 | kiesett           | kiesett           |                       |                      |                   |                   |                   | 16.      |

## Ökölvívás
| Versenyző       | Versenyszám | Selejtező                              | Nyolcaddöntő      | Negyeddöntő       | Elődöntő          | Döntő             | Helyezés |
| Versenyző       | Versenyszám | Ellenfél Eredmény                      | Ellenfél Eredmény | Ellenfél Eredmény | Ellenfél Eredmény | Ellenfél Eredmény | Helyezés |
| --------------- | ----------- | -------------------------------------- | ----------------- | ----------------- | ----------------- | ----------------- | -------- |
| Rodrigue Boucka | Pehelysúly  | Sandagsürengiin Erdenebat (MGL) · 4-21 | kiesett           | kiesett           | kiesett           | kiesett           | 17.      |